# Премія «Оскар» за найкращий монтаж
Премія «Оскар» за найкращий монтаж — нагорода, яку з 1935 року щорічно присуджує Академія кінематографічних мистецтв і наук.

## Історія назви
Назва цієї нагороди іноді зазнавала змін, а в 2008 році вона була зазначена як Премія «Оскар» за досягнення в галузі кіномонтажу.
Ця номінація тісно пов'язана з номінацією за найкращий фільм — з 1981 року всі фільми-кандидати на головну нагороду також номінувалися і на цю нагороду й більше 2/3 її виграли. При оголошенні номінації і під час нагородження переможців як правило вказуються тільки головні редактори монтажу, всі інші монтажери не згадуються.

## Переможці та номінанти
Переможці кожного року вказані першими в списку, відмічені знаком «★» і виділені жирним шрифтом на золотому фоні.

### 1930-ті
| Церемонія                           | Фільм                         | Номінант |
| ----------------------------------- | ----------------------------- | -------- |
| 7-ма (1934)                         |                               |          |
| ★ «Ескімос»                         | Конрад Нервіґ                 |          |
| «Клеопатра»                         | Енн Бошенс                    |          |
| «Одна ніч кохання»                  | Джин Мілфорд                  |          |
| 8-ма (1935)                         |                               |          |
| ★ «Сон літньої ночі»                | Ральф Довсон                  |          |
| «Девід Коперфілд»                   | Роберт Джеймс Керн            |          |
| «Інформатор»                        | Джордж Хівелі                 |          |
| «Життя бенгальського улана»         | Еллсворт Хогланд              |          |
| «Знедолені»                         | Барбара Маклін                |          |
| «Заколот на „Баунті“»               | Маргарет Бут                  |          |
| 9-та (1936)                         |                               |          |
| ★ «Ентоні нещасний»                 | Ральф Довсон                  |          |
| «Приходь та візьми»                 | Едвард Кертісс                |          |
| «Великий Зігфільд»                  | Вільям С. Ґрей                |          |
| «Ллойд з Лондона»                   | Барбара Маклін                |          |
| «Повість про два міста»             | Конрад А. Нервіг              |          |
| «Теодора божеволіє»                 | Отто Мейєр                    |          |
| 10-та (1937)                        |                               |          |
| ★ «Втрачений горизонт»              | Джин Гавлік, Джин Мілфорд     |          |
| «Жахлива правда»                    | Аль Кларк                     |          |
| «Зухвалі капітани»                  | Ельмо Верон                   |          |
| «Добра Земля»                       | Василь Врангелл               |          |
| «Сто чоловіків і дівчина»           | Бернар В. Бертон              |          |
| 11-та (1938)                        |                               |          |
| ★ «Пригоди Робін Гуда»              | Ральф Довсон                  |          |
| «Регтайм бенд Олександра»           | Барбара Маклін                |          |
| «Великий вальс»                     | Том Хелд                      |          |
| «Пілотний тест»                     | Том Хелд                      |          |
| «З собою не забрати»                | Джин Гавлік                   |          |
| 12-та (1939)                        |                               |          |
| ★ «Звіяні вітром»                   | Хал К. Керн, Джеймс Е. Ньюком |          |
| «До побачення, містер Чіпс»         | Чарльз Френд                  |          |
| «Містер Сміт вирушає до Вашингтона» | Джин Гавлік, Аль Кларк        |          |
| «Прийшли дощі»                      | Барбара Маклін                |          |
| «Диліжанс»                          | Отхо Лаверінг, Дороті Спенсер |          |

### 1940-ві
| Церемонія                          | Фільм                             | Номінант |
| ---------------------------------- | --------------------------------- | -------- |
| 13-та (1940)                       |                                   |          |
| ★ «Північно-західна кінна поліція» | Енн Баухенс                       |          |
| «Грона гніву»                      | Роберт Л. Сімпсон                 |          |
| «Лист»                             | Воррен Лоу                        |          |
| «Довга дорога додому»              | Шерман Тодд                       |          |
| «Ребека»                           | Хел Керн                          |          |
| 14-та (1941)                       |                                   |          |
| ★ «Сержант Йорк»                   | Вільям Холмс                      |          |
| «Громадянин Кейн»                  | Роберт Вайз                       |          |
| «Доктор Джекілл і містер Хайд»     | Гарольд Ф. Кресс                  |          |
| «Якою зеленою була моя долина»     | Джеймс Б. Кларк                   |          |
| «Маленькі лисиці»                  | Деніел Манделл                    |          |
| 15-та (1942)                       |                                   |          |
| ★ «Гордість Янкі»                  | Деніел Манделл                    |          |
| «Місис Мінівер»                    | Гарольд Ф. Кресс                  |          |
| «Розмови про місто»                | Отто Меєр                         |          |
| «Це понад усе»                     | Волтер Томпсон                    |          |
| «Янкі Дудл Денді»                  | Джордж Емі                        |          |
| 16-та (1943)                       |                                   |          |
| ★ «Повітряні сили»                 | Джордж Емі                        |          |
| «Касабланка»                       | Оуен Маркс                        |          |
| «П'ять могил до Каїра»             | Доан Гаррісон                     |          |
| «По кому подзвін»                  | Шерман Тодд, Джон Ф. Лінк старший |          |
| «Пісня Бернадетти»                 | Барбара Маклін                    |          |
| 17-та (1944)                       |                                   |          |
| ★ «Вільсон»                        | Барбара Маклін                    |          |
| «Йти своїм шляхом»                 | Лерой Стоун                       |          |
| «Джені»                            | Оуен Маркс                        |          |
| «Ніхто, крім самотнього серця»     | Роланд Гросс                      |          |
| «Відколи ти пішов»                 | Гал Керн, Джеймс Ньюком           |          |
| 18-та (1945)                       |                                   |          |
| ★ «Національний оксамит»           | Роберт Дж. Керн                   |          |
| «Дзвони Святої Марії»              | Гаррі Маркер                      |          |
| «Втрачений вікенд»                 | Доан Гаррісон                     |          |
| «Мета, Бірма!»                     | Джордж Емі                        |          |
| «Пісня на згадку»                  | Чарльз Нельсон                    |          |
| 19-та (1946)                       |                                   |          |
| ★ «Найкращі роки нашого життя»     | Деніел Манделл                    |          |
| «Це дивовижне життя»               | Вільям Хорнбек                    |          |
| «Історія Джолсона»                 | Вільям Ліон                       |          |
| «Убивці»                           | Артур Хілтон                      |          |
| «Оленятко»                         | Гарольд Ф. Кресс                  |          |
| 20-та (1947)                       |                                   |          |
| ★ «Тіло і душа»                    | Френсіс Д. Ліон, Роберт Парріш    |          |
| «Дружина єпископа»                 | Моніка Коллінгвуд                 |          |
| «Джентльменська угода»             | Гармон Джонс                      |          |
| «Вулиця Зеленого дельфіна»         | Джордж Вайт                       |          |
| «Дивна людина»                     | Фергюс Макдонелл                  |          |
| 21-та (1948)                       |                                   |          |
| ★«Голе місто»                      | Пол Везервакс                     |          |
| «Джонні Белінда»                   | Девід Вайсбарт                    |          |
| «Жанна д'Арк»                      | Френк Салліван                    |          |
| «Червона річка»                    | Крістіан Найбі                    |          |
| «Червоні черевички»                | Реджинальд Міллс                  |          |
| 22-га (1949)                       |                                   |          |
| ★ «Чемпіон»                        | Гаррі В. Герстад                  |          |
| «Все королівське військо»          | Роберт Перріш, Ел Кларк           |          |
| «Поле битви»                       | Джон Даннінг                      |          |
| «Піски Іводзіми»                   | Річард Л. Ван Енгер               |          |
| «Вікно»                            | Фредерік Кнудтсон                 |          |

### 1950-ті
| Рік                               | Фільм                                           | Номінанти |
| --------------------------------- | ----------------------------------------------- | --------- |
| 23-тя (1950)                      |                                                 |           |
| ★ «Копальні короля Соломона»      | Ральф Вінтерс, Конрад Нервіг                    |           |
| «Все про Єву»                     | Барбара Маклін                                  |           |
| «Енні отримує вашу зброю»         | Джеймс Ньюком                                   |           |
| «Бульвар Сансет»                  | Артур Шмідт, Доан Гаррісон                      |           |
| «Третя людина»                    | Освальд Гафенріхтер                             |           |
| 24-та (1951)                      |                                                 |           |
| ★ «Місце під сонцем»              | Вільям Хорнбек                                  |           |
| «Американець у Парижі»            | Адрієн Фазан                                    |           |
| «Камо грядеши»                    | Ральф Е. Вінтерс                                |           |
| «Колодязь»                        | Честер Шеффер                                   |           |
| «Рішення до світанку»             | Дороті Спенсер                                  |           |
| 25-та (1952)                      |                                                 |           |
| ★ «Рівно опівдні»                 | Елмо Вільямс, Гаррі В. Герстад                  |           |
| «Повернись, маленька Шево»        | Воррен Лоу                                      |           |
| «Плаский верх»                    | Вільям Остін                                    |           |
| «Найбільше шоу на Землі»          | Енн Баухенс                                     |           |
| «Мулен Руж»                       | Ральф Кемплен                                   |           |
| 26-та (1953)                      |                                                 |           |
| ★ «Звідси ‒ у вічність»           | Вільям Лайон                                    |           |
| «Божевільні ноги»                 | Коттон Ворбертон                                |           |
| «Місяць блакитний»                | Отто Людвіг                                     |           |
| «Римські канікули»                | Роберт Свінк                                    |           |
| «Війна світів»                    | Еверетт Дуглас                                  |           |
| 27-ма (1954)                      |                                                 |           |
| ★ «У порту»                       | Джин Мілфорд                                    |           |
| «20 000 льє під водою»            | Елмо Вільямс                                    |           |
| «Заколот на Кейні»                | Вільям Лайон, Генрі Батіста                     |           |
| «Великий і могутній»              | Ральф Доусон                                    |           |
| «Сім наречених для семи братів»   | Ральф Е. Вінтерс                                |           |
| 28-ма (1955)                      |                                                 |           |
| ★ «Пікнік»                        | Чарльз Нельсон, Вільям Лайон                    |           |
| «Шкільні джунглі»                 | Ферріс Вебстер                                  |           |
| «Мости в Токо-Рі»                 | Альма Макрорі                                   |           |
| «Оклахома!»                       | Джин Руджеро, Джордж Бемлер                     |           |
| «Татуйована троянда»              | Воррен Лоу                                      |           |
| 29-та (1956)                      |                                                 |           |
| ★ «Навколо світу за 80 днів»      | Джин Руджеро, Пол Везервакс                     |           |
| «Хоробрий»                        | Меррілл Г. Вайт                                 |           |
| «Велетень»                        | Вільям Горнбек, Філіп В. Андерсон, Фред Боґанан |           |
| «Хтось там нагорі любить мене»    | Альберт Акст                                    |           |
| «Десять заповідей»                | Енн Баухенс                                     |           |
| 30-та (1957)                      |                                                 |           |
| ★ «Міст через річку Квай»         | Пітер Тейлор                                    |           |
| «Перестрілка в О.К. Коррал»       | Воррен Лоу                                      |           |
| «Приятель Джої»                   | Віола Лоуренс, Джером Томс                      |           |
| «Сайонара»                        | Артур П. Шмідт, Філіп В. Андерсон               |           |
| «Свідок обвинувачення»            | Деніел Манделл                                  |           |
| 31-ша (1958)                      |                                                 |           |
| ★ «Жіжі»                          | Адрієнн Фазан                                   |           |
| «Тітонька Мейм»                   | Вільям Г. Зіглер                                |           |
| «Ковбой»                          | Вільям Лайон, Ел Кларк                          |           |
| «Непокірні»                       | Фредерік Кнудтсон                               |           |
| «Я хочу жити!»                    | Вільям Горнбек                                  |           |
| 32-га (1959)                      |                                                 |           |
| ★ «Бен-Гур»                       | Ральф Е. Вінтерс, Джон Даннінг                  |           |
| «Анатомія вбивства»               | Луїс Р. Лоффлер                                 |           |
| «На північ через північний захід» | Джордж Томазіні                                 |           |
| «Історія черниці»                 | Волтер Томпсон                                  |           |
| «На березі»                       | Фредерік Кнудтсон                               |           |

### 1960-ті
| Церемонія                                     | Фільм                                                                | Номінант |
| --------------------------------------------- | -------------------------------------------------------------------- | -------- |
| 33-тя (1960)                                  |                                                                      |          |
| ★ «Квартира»                                  | Деніел Манделл                                                       |          |
| «Форт Аламо»                                  | Стюарт Гілмор                                                        |          |
| «Успадкувати вітер»                           | Фредерік Кнудтсон                                                    |          |
| «Пепе»                                        | Віола Лоуренс, Ел Кларк                                              |          |
| «Спартак»                                     | Роберт Лоуренс                                                       |          |
| 34-та (1961)                                  |                                                                      |          |
| ★ «Вестсайдська історія»                      | Томас Стенфорд                                                       |          |
| «Фанні»                                       | Вільям Рейнольдс                                                     |          |
| «Гармати острова Наварон»                     | Алан Осбістон                                                        |          |
| «Нюрнберзький процес»                         | Фредерік Кнудтсон                                                    |          |
| «Пастка для батьків»                          | Філіп В. Андерсон                                                    |          |
| 35-та (1962)                                  |                                                                      |          |
| ★ «Лоуренс Аравійський»                       | Енн В. Коутс                                                         |          |
| «Найдовший день»                              | Семюел Бетлі                                                         |          |
| «Маньчжурський кандидат»                      | Ферріс Вебстер                                                       |          |
| «Людина-музика»                               | Вільям Зіглер                                                        |          |
| «Заколот на „Баунті“»                         | Джон Максуїні-молодший                                               |          |
| 36-та (1963)                                  |                                                                      |          |
| ★ «Як підкорили Захід»                        | Гарольд Ф. Кресс                                                     |          |
| «Кардинал»                                    | Луїс Р. Лоффлер                                                      |          |
| «Клеопатра»                                   | Дороті Спенсер                                                       |          |
| «Велика втеча»                                | Ферріс Вебстер                                                       |          |
| «Цей шалений, шалений, шалений, шалений світ» | Фредерік Кнудтсон (посмертно), Роберт К. Джонс, Джин Фаулер-молодший |          |
| 37-ма (1964)                                  |                                                                      |          |
| ★ «Мері Поппінс»                              | Коттон Ворбертон                                                     |          |
| «Бекет»                                       | Енн В. Коутс                                                         |          |
| «Батько Гус»                                  | Тед Дж. Кент                                                         |          |
| «Тихше, тихше, мила Шарлотто»                 | Майкл Лучано                                                         |          |
| «Моя чарівна леді»                            | Вільям Зіглер                                                        |          |
| 38-ма (1965)                                  |                                                                      |          |
| ★ «Звуки музики»                              | Вільям Рейнольдс                                                     |          |
| «Кет Баллу»                                   | Чарльз Нельсон                                                       |          |
| «Доктор Живаго (фільм)»                       | Норман Севідж                                                        |          |
| «Політ Фенікса»                               | Майкл Лучіано                                                        |          |
| «Великі перегони»                             | Ральф Вінтерс                                                        |          |
| 39-та (1966)                                  |                                                                      |          |
| ★ «Ґран-прі»                                  | Фредрік Штайнкамп, Генрі Берман, Стю Ліндер, Френк Сантілло          |          |
| «Фантастична подорож»                         | Вільям Б. Мерфі                                                      |          |
| «Росіяни йдуть, росіяни йдуть»                | Гел Ешбі, Дж. Террі Вільямс                                          |          |
| «Піщана галька»                               | Вільям Рейнольдс                                                     |          |
| «Хто боїться Вірджинії Вульф?»                | Сем Остін                                                            |          |
| 40-ва (1967)                                  |                                                                      |          |
| ★ «Спекотної ночі»                            | Гел Ешбі                                                             |          |
| «Червоний пляж»                               | Френк П. Келлер                                                      |          |
| «Брудна дюжина»                               | Майкл Лучано                                                         |          |
| «Доктор Доліттл»                              | Семюел Е. Бетлі, Марджорі Фаулер                                     |          |
| «Вгадай, хто прийде на обід»                  | Роберт К. Джонс                                                      |          |
| 41-ша (1968)                                  |                                                                      |          |
| ★ «Булліт»                                    | Френк П. Келлер                                                      |          |
| «Смішна дівчина»                              | Роберт Свінк, Морі Вайнротроб, Вільям Сендс                          |          |
| «Дивна парочка»                               | Френк Брахт                                                          |          |
| «Олівер!»                                     | Ральф Кемплен                                                        |          |
| «Здичавілі на вулицях»                        | Фред Р. Фейтшанс-молодший, Ів Ньюман                                 |          |
| 42-га (1969)                                  |                                                                      |          |
| ★ «Дзета»                                     | Франсуаза Бонно                                                      |          |
| «Привіт, Доллі!»                              | Вільям Рейнольдс                                                     |          |
| «Опівнічний ковбой»                           | Г'ю Робертсон                                                        |          |
| «Таємниця Санта-Вітторії»                     | Вільям Лайон, Ерл Гердан                                             |          |
| «Загнаних коней пристрілюють, чи не так?»     | Фредрік Штайнкамп                                                    |          |

### 1970-ті
| Церемонія                           | Фільм                                                          | Номінант |
| ----------------------------------- | -------------------------------------------------------------- | -------- |
| 43-тя (1970)                        |                                                                |          |
| ★ «Паттон»                          | Х'ю С. Фаулер                                                  |          |
| «Аеропорт»                          | Стюарт Гілмор                                                  |          |
| «Польовий шпиталь»                  | Денфорд Б. Грін                                                |          |
| «Тора! Тора! Тора!»                 | Джеймс Ньюком, Пембрук Дж. Херрінг, Іноуе Чікайя               |          |
| «Вудсток»                           | Тельма Шунмейкер                                               |          |
| 44-та (1971)                        |                                                                |          |
| ★ «Французький зв'язковий»          | Джеральд Б. Грінберг                                           |          |
| «Штам „Андромеда“»                  | Стюарт Гілмор, Джон В. Голмс                                   |          |
| «Механічний апельсин»               | Білл Батлер                                                    |          |
| «Котч»                              | Ральф Вінтерс                                                  |          |
| «Літо 42-го»                        | Фольмар Бланґстед                                              |          |
| 45-та (1972)                        |                                                                |          |
| ★ «Кабаре»                          | Девід Бретертон                                                |          |
| «Звільнення»                        | Том Прістлі                                                    |          |
| «Хрещений батько»                   | Вільям Рейнольдс, Пітер Зіннер                                 |          |
| «Крадений камінь»                   | Френк П. Келлер, Фред В. Бергер                                |          |
| «Пригоди „Посейдона“»               | Гарольд Ф. Кресс                                               |          |
| 46-та (1973)                        |                                                                |          |
| ★ «Афера»                           | Вільям Рейнольдс                                               |          |
| «Американські графіті»              | Верна Філдс, Марсія Лукас                                      |          |
| «День шакала»                       | Ральф Кемплен                                                  |          |
| «Екзорцист»                         | Джордан Леондопоулос, Бад С. Сміт, Еван А. Лотман, Норман Ґей  |          |
| «Джонатан Лівінгстон Чайка»         | Френк П. Келлер , Джеймс Ґалловей                              |          |
| 47-ма (1974)                        |                                                                |          |
| ★ «Пекло в піднебессі»              | Гарольд Ф. Кресс, Карл Кресс                                   |          |
| «Виблискуючі сідла»                 | Джон К. Говард , Денфорд Б. Ґрін                               |          |
| «Китайський квартал»                | Сем Остін                                                      |          |
| «Землетрус»                         | Дороті Спенсер                                                 |          |
| «Найдовший двір»                    | Майкл Лучано                                                   |          |
| 48-ма (1975)                        |                                                                |          |
| ★ «Щелепи»                          | Верна Філдс                                                    |          |
| «Собачий полудень»                  | Діде Аллен                                                     |          |
| «Людина, яка могла б стати королем» | Рассел Ллойд                                                   |          |
| «Пролітаючи над гніздом зозулі»     | Річард Чу, Лінзі Клінгман, Шелдон Кан                          |          |
| «Три дні Кондора»                   | Фредрік Штайнкамп, Дон Гвідіс                                  |          |
| 49-та (1976)                        |                                                                |          |
| ★ «Роккі»                           | Річард Гелсі, Скотт Конрад                                     |          |
| «Вся президентська рать»            | Роберт Л. Вульф                                                |          |
| «На шляху до слави»                 | Роберт Джонс, Пембрук Дж. Геррінг                              |          |
| «Телемережа»                        | Алан Хайм                                                      |          |
| «Двохвилинне попередження»          | Ів Ньюман, Волтер Ганнеманн                                    |          |
| 50-та (1977)                        |                                                                |          |
| ★ «Зоряні війни»                    | Пол Гірш, Марсія Лукас, Річард Чу                              |          |
| «Близькі контакти третього ступеня» | Майкл Кан                                                      |          |
| «Джулія»                            | Волтер Марч                                                    |          |
| «Смокі і розбійник»                 | Волтер Ганнеманн, Анджело Росс                                 |          |
| «Переломний момент»                 | Вільям Рейнольдс                                               |          |
| 51-ша (1978)                        |                                                                |          |
| ★ «Мисливець на оленів»             | Пітер Зіннер                                                   |          |
| «Хлопці з Бразилії»                 | Роберт Свінк                                                   |          |
| «Повернення додому»                 | Дон Циммерман                                                  |          |
| «Опівнічний експрес»                | Джеррі Гемблінг                                                |          |
| «Супермен»                          | Стюарт Берд                                                    |          |
| 52-га (1979)                        |                                                                |          |
| ★ «Весь цей джаз»                   | Алан Гейм                                                      |          |
| «Апокаліпсис сьогодні»              | Річард Маркс, Волтер Марч, Джеральд Б. Ґрінберґ, Ліза Фрухтман |          |
| «Чорний жеребець»                   | Роберт Далва                                                   |          |
| «Крамер проти Крамера»              | Джеральд Б. Грінберг                                           |          |
| «Роза»                              | Роберт Л. Вульф, Керролл Тімоті Омеара                         |          |

### 1980-ті
| Церемонія                                       | Фільм                                                                | Номінант |
| ----------------------------------------------- | -------------------------------------------------------------------- | -------- |
| 53-тя (1980)                                    |                                                                      |          |
| ★ «Скажений бик»                                | Тельма Шунмейкер                                                     |          |
| «Дочка шахтаря»                                 | Артур Шмідт                                                          |          |
| «Змагання»                                      | Девід Блюітт                                                         |          |
| «Людина-слон»                                   | Енн В. Коутс                                                         |          |
| «Слава»                                         | Джеррі Гемблінг                                                      |          |
| 54-та (1981)                                    |                                                                      |          |
| ★ «Індіана Джонс: У пошуках втраченого ковчега» | Майкл Кан                                                            |          |
| «Вогняні колісниці»                             | Террі Роулінгс                                                       |          |
| «Жінка французького лейтенанта»                 | Джон Блум                                                            |          |
| «На золотому озері»                             | Роберт Л. Вульф                                                      |          |
| «Червоні»                                       | Діде Аллен, Крейг Маккей                                             |          |
| 55-та (1982)                                    |                                                                      |          |
| ★ «Ганді»                                       | Джон Блум                                                            |          |
| «Підводний човен»                               | Ганнес Нікель                                                        |          |
| «Іншопланетянин»                                | Керол Літтлтон                                                       |          |
| «Офіцер і джентльмен»                           | Пітер Зіннер                                                         |          |
| «Тутсі»                                         | Фредрік Штайнкамп, Вільям Штайнкамп                                  |          |
| 56-та (1983)                                    |                                                                      |          |
| ★ «Справжні чоловіки»                           | Гленн Фарр, Ліза Фрухтман, Стівен Роттер, Дуглас Стюарт, Том Рольф   |          |
| «Блакитний грім»                                | Френк Моррісс, Едвард М. Абромс                                      |          |
| «Танець-спалах»                                 | Бад С. Сміт, Волт Малконері                                          |          |
| «Сілквуд»                                       | Сем Остін                                                            |          |
| «Мова ніжності»                                 | Річард Маркс                                                         |          |
| 57-ма (1984)                                    |                                                                      |          |
| ★ «Поля смерті»                                 | Джим Кларк                                                           |          |
| «Амадей»                                        | Нена Даневич, Майкл Чендлер                                          |          |
| «Клуб «Коттон»»                                 | Баррі Малкін, Роберт К. Ловетт                                       |          |
| «Поїздка до Індії»                              | Девід Лін                                                            |          |
| «Роман з каменем»                               | Донн Камберн, Френк Моррісс                                          |          |
| 58-ма (1985)                                    |                                                                      |          |
| ★ «Свідок»                                      | Том Ноубл                                                            |          |
| «Хорова лінія»                                  | Джон Блум                                                            |          |
| «З Африки»                                      | Фредрік Штайнкамп, Вільям Штайнкамп, Пембрук Дж. Геррінг, Шелдон Кан |          |
| «Честь родини Прицці»                           | Руді Фер, Кая Фер                                                    |          |
| «Потяг-утікач»                                  | Генрі Річардсон                                                      |          |
| 59-та (1986)                                    |                                                                      |          |
| ★ «Взвод»                                       | Клер Сімпсон                                                         |          |
| «Чужі»                                          | Рей Лавджой                                                          |          |
| «Ханна та її сестри»                            | Сьюзан Е. Морз                                                       |          |
| «Місія»                                         | Джим Кларк                                                           |          |
| «Найкращий стрілець»                            | Біллі Вебер, Кріс Лебензон                                           |          |
| 60-та (1987)                                    |                                                                      |          |
| ★ «Останній імператор»                          | Габріелла Крістіані                                                  |          |
| «Теленовини»                                    | Річард Маркс                                                         |          |
| «Імперія Сонця»                                 | Майкл Кан                                                            |          |
| «Фатальний потяг»                               | Майкл Кан, Пітер Е. Берґер                                           |          |
| «Робокоп»                                       | Френк Дж. Уріосте                                                    |          |
| 61-ша (1988)                                    |                                                                      |          |
| ★ «Хто підставив кролика Роджера»               | Артур Шмідт                                                          |          |
| «Міцний горішок»                                | Френк Дж. Уріосте, Джон Ф. Лінк                                      |          |
| «Горили в тумані»                               | Стюарт Берд                                                          |          |
| «Міссісіпі у вогні»                             | Джеррі Гемблінг                                                      |          |
| «Людина дощу»                                   | Стю Ліндер                                                           |          |
| 62-га (1989)                                    |                                                                      |          |
| ★ «Народжений четвертого липня»                 | Девід Бреннер, Джо Хатшинг                                           |          |
| «Ведмідь»                                       | Ноель Буассон                                                        |          |
| «Водій міс Дейзі»                               | Марк Ворнер                                                          |          |
| «Казкові хлопчики-пекарі»                       | Вільям Штайнкамп                                                     |          |
| «Слава»                                         | Стівен Розенблюм                                                     |          |

### 1990-ті
| Церемонія                               | Фільм                                                                       | Номінант |
| --------------------------------------- | --------------------------------------------------------------------------- | -------- |
| 63-тя (1990)                            |                                                                             |          |
| ★ «Танці з вовками»                     | Ніл Тревіс                                                                  |          |
| «Привид»                                | Волтер Марч                                                                 |          |
| «Хрещений батько 3»                     | Баррі Малкін, Ліза Фрухтман, Волтер Марч                                    |          |
| «Славні хлопці»                         | Тельма Шунмейкер                                                            |          |
| «Полювання за „Червоним Жовтнем“»       | Денніс Вірклер, Джон Райт                                                   |          |
| 64-та (1991)                            |                                                                             |          |
| ★ «Джон Ф. Кеннеді. Постріли в Далласі» | Джо Хатшинг, П'єтро Скалія                                                  |          |
| «Зобов'язання»                          | Джеррі Гемблінг                                                             |          |
| «Мовчання ягнят»                        | Крейг Маккей                                                                |          |
| «Термінатор 2: Судний день»             | Конрад Бафф IV, Марк Голдблатт, Річард Гарріс                               |          |
| «Тельма і Луїза»                        | Том Ноубл                                                                   |          |
| 65-та (1992)                            |                                                                             |          |
| ★ «Непрощенний»                         | Джоел Кокс                                                                  |          |
| «Основний інстинкт»                     | Френк Дж. Уріосте                                                           |          |
| «Гра в плач»                            | Кант Пан                                                                    |          |
| «Декілька хороших хлопців»              | Роберт Лейтон                                                               |          |
| «Гравець»                               | Джеральдін Пероні                                                           |          |
| 66-та (1993)                            |                                                                             |          |
| ★ «Список Шиндлера»                     | Майкл Кан                                                                   |          |
| «В ім'я батька»                         | Джеррі Хемблінг                                                             |          |
| «Утікач»                                | Денніс Вірклер, Девід Фінфер, Дін Гудхіл, Дон Брошу, Річард Норд, Дов Хеніг |          |
| «Фортепіано»                            | Вероніка Дженет                                                             |          |
| «На лінії вогню»                        | Енн В. Коутс                                                                |          |
| 67-ма (1994)                            |                                                                             |          |
| ★ «Форрест Ґамп»                        | Артур Шмідт                                                                 |          |
| «Втеча з Шоушенка»                      | Річард Френсіс-Брюс                                                         |          |
| «Кримінальне чтиво»                     | Саллі Менке                                                                 |          |
| «Швидкість»                             | Джон Райт                                                                   |          |
| «Кільце мрій»                           | Фредерік Маркс, Стів Джеймс, Білл Хаугзе                                    |          |
| 68-ма (1995)                            |                                                                             |          |
| ★ «Аполлон-13»                          | Майк Хілл, Деніел П. Хенлі                                                  |          |
| «Бейб»                                  | Маркус Д'Арсі, Джей Фрідкін                                                 |          |
| «Сім»                                   | Річард Френсіс-Брюс                                                         |          |
| «Хоробре серце»                         | Стівен Розенблюм                                                            |          |
| «Багряний приплив»                      | Кріс Лебензон                                                               |          |
| 69-та (1996)                            |                                                                             |          |
| ★ «Англійський пацієнт»                 | Волтер Марч                                                                 |          |
| «Блиск»                                 | Піп Кармель                                                                 |          |
| «Джеррі Магуайер»                       | Джо Хатшінг                                                                 |          |
| «Евіта»                                 | Джеррі Хемблінг                                                             |          |
| «Фарґо»                                 | Брати Коен                                                                  |          |
| 70-та (1997)                            |                                                                             |          |
| ★ «Титанік»                             | Конрад Бафф IV, Джеймс Кемерон, Річард А. Харріс                            |          |
| «Краще не буває»                        | Річард Маркс                                                                |          |
| «Літак президента»                      | Річард Френсіс-Брюс                                                         |          |
| «Розумник Вілл Гантінґ»                 | П'єтро Скалія                                                               |          |
| «Таємниці Лос-Анджелеса»                | Петро Ченнес                                                                |          |
| 71-ша (1998)                            |                                                                             |          |
| ★ «Врятувати рядового Раяна»            | Майкл Кан                                                                   |          |
| «Життя прекрасне»                       | Симона Паггі                                                                |          |
| «Закоханий Шекспір»                     | Девід Гембл                                                                 |          |
| «Тонка червона лінія»                   | Біллі Вебер, Леслі Джонс, Саар Кляйн                                        |          |
| «За межами видимості»                   | Енн В. Коутс                                                                |          |
| 72-га (1999)                            |                                                                             |          |
| ★ «Матриця»                             | Зек Стенберг                                                                |          |
| «Краса по-американськи»                 | Тарік Анвар, Крістофер Грінбері                                             |          |
| «Правила виноробів»                     | Ліза Зено Чургін                                                            |          |
| «Своя людина»                           | Вільям Голденберг, Пол Рубелла, Девід Розенблюм                             |          |
| «Шосте почуття»                         | Ендрю Мондшейн                                                              |          |

### 2000-ні
| Церемонія                                     | Фільм                                        | Номінант |
| --------------------------------------------- | -------------------------------------------- | -------- |
| 73-тя (2000)                                  |                                              |          |
| ★ «Траффік»                                   | Стівен Мірріон                               |          |
| «Майже знамениті»                             | Джо Гатшінг, Саар Клейн                      |          |
| «Тигр, що підкрадається, дракон, що зачаївся» | Тім Скуайрес                                 |          |
| «Гладіатор»                                   | П'єтро Скалія                                |          |
| «Вундеркінди»                                 | Деде Аллен                                   |          |
| 74-та (2001)                                  |                                              |          |
| ★ «Падіння „Чорного яструба“»                 | П'єтро Скалія                                |          |
| «Ігри розуму»                                 | Майк Гілл, Денієл П. Генлі                   |          |
| «Володар перснів: Братерство персня»          | Джон Гілберт                                 |          |
| «Пам'ятай»                                    | Доді Дорн                                    |          |
| «Мулен Руж!»                                  | Джилл Білкок                                 |          |
| 75-та (2002)                                  |                                              |          |
| ★ «Чикаго»                                    | Мартін Волш                                  |          |
| «Банди Нью-Йорка»                             | Тельма Шунмейкер                             |          |
| «Години»                                      | Пітер Бойл                                   |          |
| «Володар перснів: Дві вежі»                   | Майкл Гортон                                 |          |
| «Піаніст»                                     | Ерве де Люс                                  |          |
| 76-та (2003)                                  |                                              |          |
| ★ «Володар перснів: Повернення короля»        | Джемі Селкирк                                |          |
| «Місто Бога»                                  | Даніель Резенде                              |          |
| «Холодна гора»                                | Волтер Мерч                                  |          |
| «Володар морів»                               | Лі Сміт                                      |          |
| «Фаворит»                                     | Вільям Голденберг                            |          |
| 77-ма (2004)                                  |                                              |          |
| ★ «Авіатор»                                   | Тельма Шунмейкер                             |          |
| «Співучасник»                                 | Джим Міллер, Пол Рубелла                     |          |
| «Чарівна країна»                              | Метт Шессе                                   |          |
| «Крихітка на мільйон доларів»                 | Джоель Кокс                                  |          |
| «Рей»                                         | Пол Гірш                                     |          |
| 78-ма (2005)                                  |                                              |          |
| ★ «Зіткнення»                                 | Гьюз Вінборн                                 |          |
| «Нокдаун»                                     | Майк Гілл, Деніел П. Генлі                   |          |
| «Відданий садівник»                           | Клер Сімпсон                                 |          |
| «Мюнхен»                                      | Майкл Кан                                    |          |
| «Переступити межу»                            | Майкл Маккаскер                              |          |
| 79-та (2006)                                  |                                              |          |
| ★ «Відступники»                               | Тельма Шунмейкер                             |          |
| «Вавилон»                                     | Стівен Мірріон, Дуглас Крайс                 |          |
| «Кривавий алмаз»                              | Стівен Розенблюм                             |          |
| «Останній нащадок Землі»                      | Алекс Родрігез, Альфонсо Куарон              |          |
| «Загублений рейс»                             | Клер Дуглас, Крістофер Раус, Річард Пірсон   |          |
| 80-та (2007)                                  |                                              |          |
| ★ «Ультиматум Борна»                          | Крістофер Раус                               |          |
| «Скафандр та метелик»                         | Жюльєтт Вельфлин                             |          |
| «Тепер я йду у дику далечінь»                 | Джей Кессіді                                 |          |
| «Старим тут не місце»                         | Ітан Коен, Джоел Коен                        |          |
| «Нафта»                                       | Ділан Тіченор                                |          |
| 81-ша (2008)                                  |                                              |          |
| ★ «Мільйонер із нетрів»                       | Кріс Діккенс                                 |          |
| «Загадкова історія Бенджаміна Баттона»        | Кірк Бакстер, Енгус Волл                     |          |
| «Темний лицар»                                | Лі Сміт                                      |          |
| «Фрост проти Ніксона»                         | Майк Гілл, Деніел П. Хенлі                   |          |
| «Гарві Мілк»                                  | Елліот Грехем                                |          |
| 82-га (2009)                                  |                                              |          |
| ★ «Володар бурі»                              | Кріс Інніс, Боб Муравський                   |          |
| «Аватар»                                      | Джеймс Камерон, Джон Рефуа, Стівен І. Рівкін |          |
| «Дев'ятий округ»                              | Джуліан Кларк                                |          |
| «Безславні виродки»                           | Саллі Менке                                  |          |
| «Скарб»                                       | Джо Клотц                                    |          |

### 2010-ті
| Церемонія                                 | Фільм                                           | Номінант |
| ----------------------------------------- | ----------------------------------------------- | -------- |
| 83-тя (2010)                              |                                                 |          |
| ★ «Соціальна мережа»                      | Агнус Вол і Кірк Бекстер                        |          |
| «127 годин»                               | Джон Гарріс                                     |          |
| «Чорний лебідь»                           | Ендрю Вейсблюм                                  |          |
| «Боєць»                                   | Памела Мартін                                   |          |
| «Король говорить»                         | Тарік Анвар                                     |          |
| 84-та (2011)                              |                                                 |          |
| ★ «Дівчина з татуюванням дракона»         | Ангус Волл, Кірк Бакстер                        |          |
| «Артист»                                  | Анне-Софі Біон , Мішель Азанавічус              |          |
| «Нащадки»                                 | Кевін Тент                                      |          |
| «Хранитель часу»                          | Тельма Скунмейкер                               |          |
| «Людина, яка змінила все»                 | Крістофер Теллефсен                             |          |
| 85-та (2012)                              |                                                 |          |
| ★ «Арго»                                  | Вільям Голденберг                               |          |
| «Життя Пі»                                | Тім Сквайрес                                    |          |
| «Лінкольн»                                | Майкл Кан                                       |          |
| «Збірка промінців надії»                  | Джей Кессіді, Кріспін Стратерс                  |          |
| «Ціль номер один»                         | Ділан Тіченор, Вільям Голденберг                |          |
| 86-та (2013)                              |                                                 |          |
| ★ «Гравітація»                            | Альфонсо Куарон, Марк Сенгер                    |          |
| «Американська афера»                      | Джей Кессіді, Кріспін Стразерс, Алан Баумгартен |          |
| «Капітан Філліпс»                         | Крістофер Раус                                  |          |
| «Далласький клуб покупців»                | Джон Мак Макмерфі, Мартін Пенса                 |          |
| «12 років рабства»                        | Джо Вокер                                       |          |
| 87-ма (2014)                              |                                                 |          |
| ★ «Одержимість»                           | Том Кросс                                       |          |
| «Американський снайпер»                   | Джоел Кокс, Гарі Д. Роуч                        |          |
| «Готель „Ґранд Будапешт“»                 | Барні Піллінг                                   |          |
| «Гра в імітацію»                          | Вільям Голденберг                               |          |
| «Юність»                                  | Сандра Адайр                                    |          |
| 88-ма (2015)                              |                                                 |          |
| ★ «Шалений Макс: Дорога гніву»            | Маргарет Сіксел                                 |          |
| «Гра на пониження»                        | Генк Корвін                                     |          |
| «Легенда Г'ю Гласса»                      | Стівен Мірріоне                                 |          |
| «У центрі уваги»                          | Том Мак-Ардл                                    |          |
| «Зоряні війни: Пробудження Сили»          | Меріенн Брендон, Мері Джо Маркі                 |          |
| 89-та (2016)                              |                                                 |          |
| ★ «З міркувань совісті»                   | Джон Гілберт                                    |          |
| «Будь-якою ціною»                         | Джейк Робертс                                   |          |
| «Ла-Ла Ленд»                              | Том Кросс                                       |          |
| «Місячне сяйво»                           | Джої Мак-Міллон, Нат Сандерс                    |          |
| «Прибуття»                                | Джо Вокер                                       |          |
| 90-та (2017)                              |                                                 |          |
| ★ «Дюнкерк»                               | Лі Сміт                                         |          |
| «Три білборди за межами Еббінга, Міссурі» | Джон Грегорі                                    |          |
| «На драйві»                               | Пол Мачлісс та Джонатан Амос                    |          |
| «Я, Тоня»                                 | Тетяна С. Рігел                                 |          |
| «Форма води»                              | Сідні Волінскі                                  |          |
| 91-ша (2018)                              |                                                 |          |
| ★ «Богемна рапсодія»                      | Джон Оттман                                     |          |
| «Чорний куклукскланівець»                 | Беррі Александер Браун                          |          |
| «Зелена книга»                            | Патрік Дж. Дон Віто                             |          |
| «Влада»                                   | Генк Коруїн                                     |          |
| «Фаворитка»                               | Йоргос Мавропсаридіс                            |          |
| 92-га (2019)                              |                                                 |          |
| ★ «Аутсайдери»                            | Ендрю Бакленд, Майкл МакКускер                  |          |
| «Ірландець»                               | Тельма Скунмейкер                               |          |
| «Кролик Джоджо»                           | Том Іглз                                        |          |
| «Джокер»                                  | Джефф Грот                                      |          |
| «Паразити»                                | Ян Цзіньмо                                      |          |

### 2020-ті
| Церемонія                     | Фільм                          | Номінант              |
| 93-тя (2020)                  |                                |                       |
| ----------------------------- | ------------------------------ | --------------------- |
| 93-тя (2020)                  | ★ «Звук металу»                | Міккель Є. Г. Нільсен |
| 93-тя (2020)                  | «Батько»                       | Йоргос Лампрінос      |
| 93-тя (2020)                  | «Земля кочівників»             | Хлої Чжао             |
| 93-тя (2020)                  | «Перспективна дівчина»         | Фредерік Тораваль     |
| 93-тя (2020)                  | «Суд над чиказькою сімкою»     | Алан Баумґартен       |
| 94-та (2021)                  |                                |                       |
| ★ «Дюна»                      | Джо Уокер                      |                       |
| «Король Річард»               | Памела Мартін                  |                       |
| «Не дивіться вгору»           | Хенк Корвін                    |                       |
| «Тік-так, бум!»               | Мирон Керштейн, Ендрю Вайсблюм |                       |
| «У руках пса»                 | Пітер Скіберрас                |                       |
| 95-та (2022)                  |                                |                       |
| ★ «Все завжди і водночас»     | Пол Роджерс                    |                       |
| «Банши Інішерина»             | Міккель Е. Г. Нільсен          |                       |
| «Елвіс»                       | Метт Вілла, Джонатан Редмонд   |                       |
| «Тар»                         | Моніка Віллі                   |                       |
| «Найкращий стрілець: Маверік» | Едді Гамільтон                 |                       |
| 96-та (2023)                  |                                |                       |
| ★ «Оппенгеймер»               | Дженніфер Ламе                 |                       |
| «Анатомія падіння»            | Лоран Сенешаль                 |                       |
| «Залишенці»                   | Кевін Тент                     |                       |
| «Вбивці квіткової повні»      | Тельма Шунмейкер               |                       |
| «Бідолашні створіння»         | Йоргос Мавропсарідіс           |                       |
| 97-ма (2025)                  |                                |                       |
| ★ «Анора»                     | Шон Бейкер                     |                       |
| «Бруталіст»                   | Девід Янчо                     |                       |
| «Конклав»                     | Нік Емерсон                    |                       |
| «Емілія Перес»                | Джульєтта Велфлінг             |                       |
| «Wicked: Чародійка»           | Майрон Керштайн                |                       |

## Статистика
| Найбільша кількість нагород                          | 3 нагороди  | Майкл Кан          | 7 номінацій     |
| Найбільша кількість нагород                          | 3 нагороди  | Тельма Скунмейкер  | 6 номінацій     |
| Найбільша кількість нагород                          | 3 нагороди  | Деніел Мендел      | 5 номінацій     |
| Найбільша кількість нагород                          | 3 нагороди  | Ральф Доусон       | 4 номінації     |
| Найбільша кількість номінацій                        | 7 номінацій | Майкл Кан          | 3 нагороди      |
| Найбільша кількість номінацій                        | 7 номінацій | Вільям Г. Рейнолдс | 2 нагороди      |
| Найбільша кількість номінацій                        | 7 номінацій | Барбара Маклін     | 1 нагорода      |
| Найбільша кількість номінацій без отримання нагороди | 6 номінацій | Джеррі Гемблінґ    | Джеррі Гемблінґ |
| Найбільша кількість номінацій без отримання нагороди | 6 номінацій | Фредерік Кнадстон  |                 |